# Szántai László (labdarúgó)
Szántai László (Nagyvárad, 1943. október 3. – 2018. október 1. vagy előtte) labdarúgó, fedezet.

## Pályafutása
A Transvill SK-ban nevelkedett. 1962 nyarán igazolt a Ferencvároshoz. A Ferencváros csapatában mutatkozott az élvonalban 1963. április 21-én az MTK ellen, ahol 1–1-es döntetlen született. A Fradiban ezen az egy tétmérkőzésen szerepelt és ezzel tagja volt az 1962–63-as bajnokcsapatnak. Az FTC-ben ezenkívül egy nemzetközi mérkőzésen lépett pályára. Az FTC után Dorogra igazolt, ahol két teljes évadot töltött az első osztályú csapatban. Utolsó élvonalbeli klubja a VM Egyetértés SK volt.

## Sikerei, díjai
- Magyar bajnokság
  - bajnok: 1962–63